# ADN (periódico)
ADN fue un diario gratuito español publicado por Editorial Página Cero, sociedad participada por el Grupo Planeta y diversos grupos españoles de prensa regional. Publicado desde 2006 hasta fines de 2011 en España. Se definía como un diario de información general de España con noticias de última hora, internacional, política, economía, sociedad, tecnología, noticias insólitas, deportes, etc., y destacaba por ser íntegramente en color y por tener una política comercial muy fuerte.
Los motivos esgrimidos para el cierre en España fueron estrictamente económicos: la caída de ingresos de publicidad y las malas perspectivas que tenía el diario para 2012, según confirmaron representantes de los trabajadores. El último número salió el 23 de diciembre de 2011.
En Colombia, ADN circula desde septiembre de 2009 y se mantiene en las cuatro principales ciudades de ese país: Bogotá, Medellín, Cali y Barranquilla, siendo editado por Casa Editorial El Tiempo.

## Línea editorial
ADN se presentaba como "un diario liberal que defiende los valores básicos de la democracia y el progreso social. No está adscrito a ninguna organización política o religiosa, y pretende contar con lectores de distintas ideologías. Refleja todas las posiciones, salvo las que defienden el uso de la violencia o promueven la discriminación racial o sexual".
Según un estudio realizado por Orange Media en 2007, entre quienes creían que ADN tenía una orientación política, un 45% lo situaba en posturas de centro-derecha o derecha, frente al 15% que consideraba que era de izquierda o centro-izquierda y un 9% de centro.

## Distribución y cobertura
Su forma de distribución se realizaba a través de una red de diarios locales, con secciones comunes para todas las ediciones y otras propias para cada ciudad o región. Tenía su sede en Barcelona y contaba con delegaciones y ediciones propias para diversas ciudades. Al final de su existencia, la cobertura se extendía a las ciudades de Valencia, Sevilla, Zaragoza, Málaga, Bilbao, Lérida y Palma de Mallorca. Han desaparecido las ediciones de Vigo, La Coruña, Pamplona, Jerez de la Frontera, Castellón, Logroño y Cádiz, en España, y en las ciudades de Bogotá, Medellín, Cali y Barranquilla, en Colombia. 
El promedio de ejemplares distribuibles de julio de 2009 a junio de 2010 fue de 590.725, un 14% menos que en el período interanual anterior.

## ADN.es
Desde el lanzamiento del diario, el portal de ADN en la red destacaba por aunar las distintas ediciones de la versión impresa y, además, recogía noticias de interés para aquellas regiones donde aún no se editaba. Se actualizaba de forma constante y ofrecía archivos multimedia como complemento de la información escrita, además de la posibilidad de personalizar la web a los gustos personales de cada usuario.
Desde julio de 2007, ADN.es contaba con una redacción propia (y una empresa independiente), dirigida por Albert Montagut. Los redactores de ADN.es eran Carmen Álvarez, David Álvarez, Pedro de Alzaga, Mónica Arrizabalaga, Javier Bragado, Elena Cabrera, Diego Casado, José Manuel Comas, Marta Fernández Olmos, Ainhoa Gomà, Diana León, Mikel López, Enrique Mariño, Antonio Martínez, Meritxell Mir, Marta Miera, Adriano Morán, Marta Muñoz, Àlex Oller, Josefa Paredes, Fran Pastor, Marta Peirano, Antonio Pérez, Ámgela Precht, Fernando Puente, Javier Pulido, David Sánchez de Castro, Mathieu de Taillac, Javier Timón, Yago García, Amanda Heredia, Íñigo Urquía, Manuel Valiño y Lucía Villanueva.
El 9 de enero de 2009, el Grupo Planeta anunció el cierre de ADN.es por "razones económicas". Aunque las más de 40 personas contratadas para realizar la web fueron despedidas, la empresa decidió mantener el proyecto en línea aunque con una actualización mucho menor, con publicación automática de teletipos y con la ayuda de la redacción de la edición en papel.

## Colaboradores
El diario ADN contaba con varios colaboradores que participaban en el periódico semanalmente; destacaban los columnistas Lucía Etxebarría, Espido Freire, Risto Mejide, Montserrat Domínguez y Mariola Cubells, entre otros.

## Componentes
El presidente era José Manuel Lara Bosch; el consejero delegado, José Sanclemente; el director desde 2007, Albert Montagut; el subdirector, Andrés Gil; los redactores jefe, Olga Amigó, Mariola Cubells, Beatriz Lucas, Pilar Maurell, Yolanda Ortiz de Arri y Lluís Regás; y los jefes de sección, Daniel R. Caruncho, Natalia Chientaroli, Carmen Fernández y Miqui Otero.
Algunos de los redactores más destacados, que posteriormente siguieron una carrera de éxito, son Thaïs Gutiérrez, Lluís Tusell, Anna Lladó, Ainhoa Gomà, Amanda Heredia, Yolanda Ortiz de Arri, Clara de Cominges y Mikel López Iturriaga. Desde sus inicios en ADN, se reúnen cada mes de mayo para celebrar juntos Eurovisión.

## Desaparición definitiva en España
- Su última edición en papel salió el 23 de diciembre de 2011. Su última edición digital vía internet fue el 30 de diciembre de 2011. El 30 de diciembre de 2011 tras publicar su última edición en internet desapareció definitivamente de España.